# Alpenbraunelle

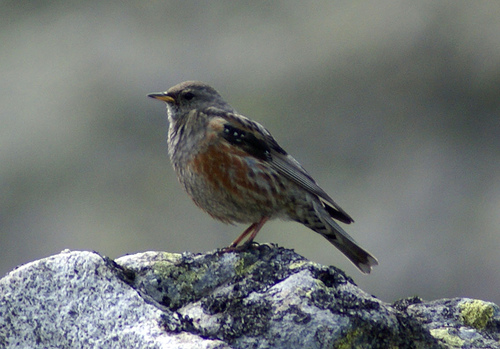
Alpenbraunelle

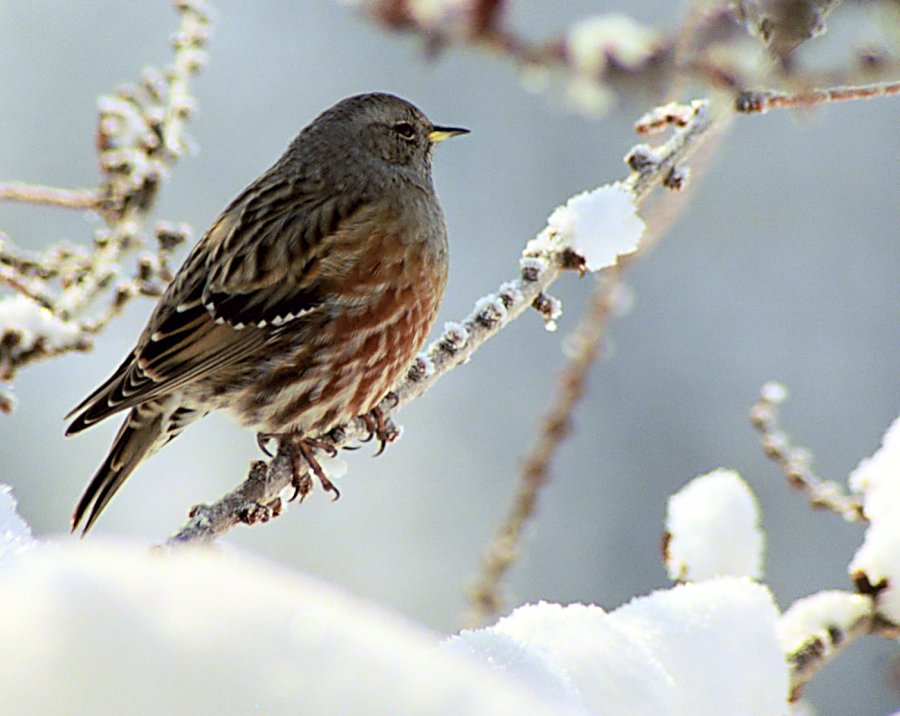
Aufgeplusterte Alpenbraunelle

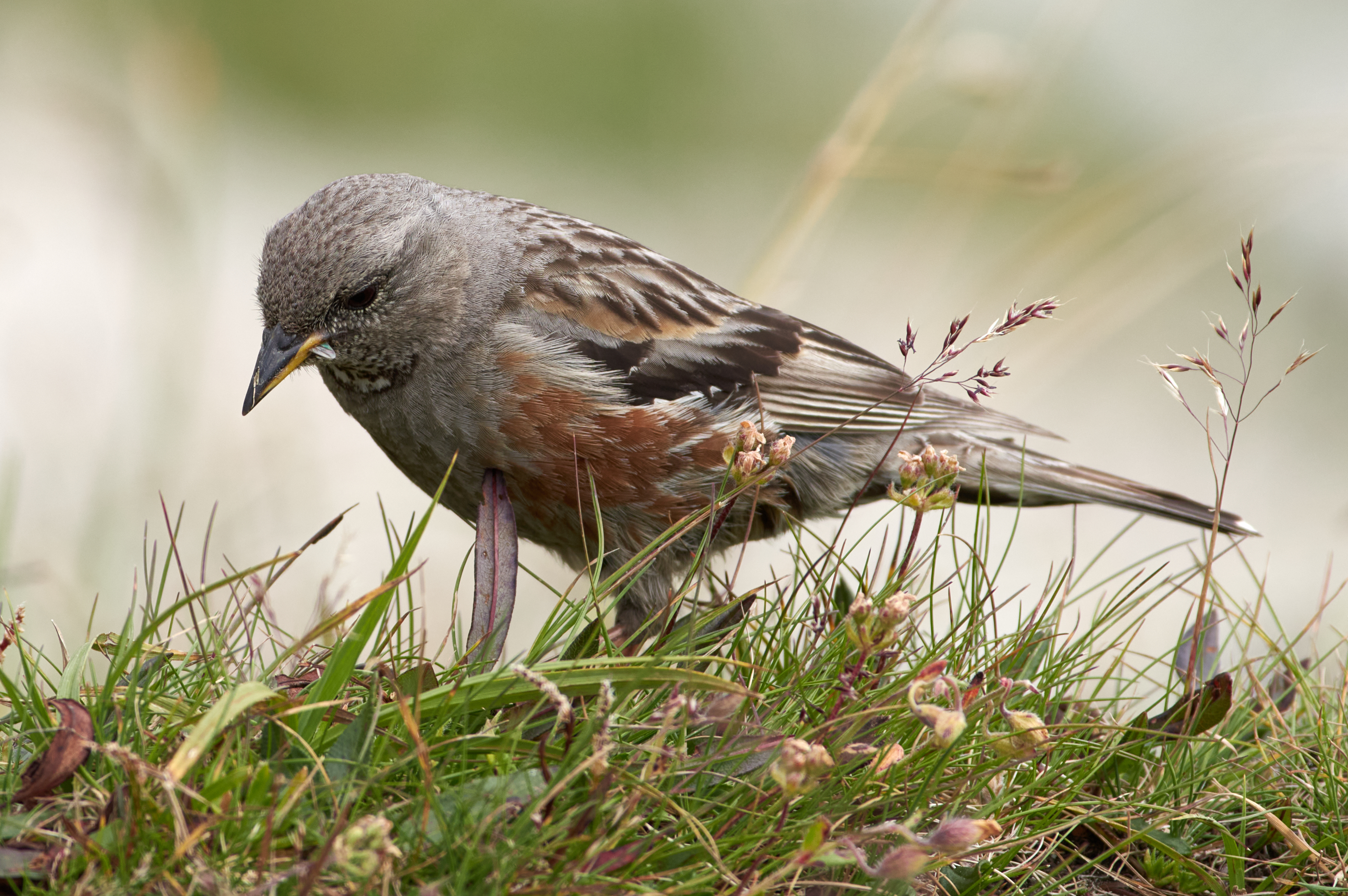
Alpenbraunelle (am Nebelhorn)

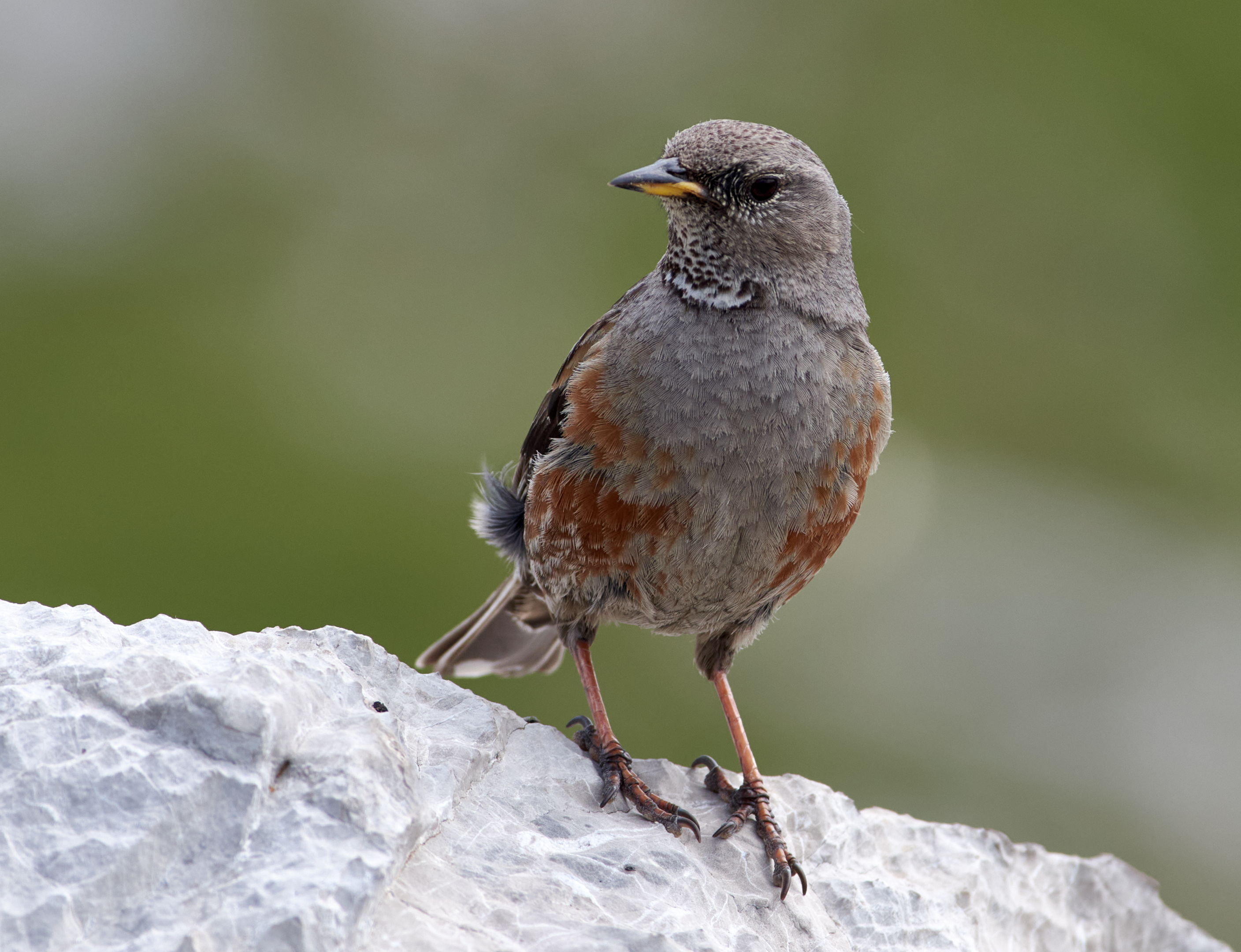
Alpenbraunelle

Die Alpenbraunelle (Prunella collaris) ist eine im Hochgebirge vorkommende Vogelart aus der Familie der Braunellen (Prunellidae). Die wissenschaftliche Artbezeichnung collaris weist auf die kräftig schwarz gefleckte Kehle hin.

## Beschreibung
Die Alpenbraunelle wiegt durchschnittlich etwa 40 Gramm und hat eine Körperlänge von etwa 18 Zentimeter. Sie ist damit etwa spatzengroß und größer als die nah verwandte Heckenbraunelle. Sie weist außerdem eine kräftigere und kontrastreichere Gefiederfärbung auf als die Heckenbraunelle. Es besteht kein Geschlechtsdimorphismus.
Zu den charakteristischen Merkmalen dieser Braunellenart gehören die deutlich schwarz gefleckte Kehle und die rotbraune Flankenzeichnung. Die Körpervorderseite ist bleigrau. Der Flügel zeigt zwei weiße Binden, das Schwanzende ist weißlich aufgehellt. Bei Jungvögeln ist die Kehle einfarbig grau und die Unterseite ist bräunlich gefleckt.
Die Alpenbraunelle wird in Freiheit bis zu acht Jahre alt.

## Verbreitung und Lebensraum
Die Alpenbraunelle ist ein Vogel der Hochgebirge im südlichen Mittel- und Südeuropa sowie Anatolien. In östlicher Richtung kommt sie bis nach Japan vor. In Mitteleuropa findet man sie in den Alpen, den Karpaten und den Sudeten. Ihr Lebensraum im Hochgebirge sind sonnige Felshänge oberhalb der Baumgrenze. Auch auf felsigen alpinen Matten kann man sie beobachten. Die Höhenverbreitung in ihrem Verbreitungsgebiet liegt zwischen 1500 und 3.000 Meter NN.
Die Alpenbraunelle ist ein typischer Hochgebirgsvogel, der sich zur Brutzeit oberhalb der Baumgrenze bis zur Schneegrenze aufhält, an kahlen Hängen aber auch tiefer hinabsteigt. Im Winter zeigt sie sich auch bei Skihütten und in Bergdörfern. Sie liebt felsiges Gelände und hält sich meist auf dem Boden auf. Bei Gefahr versteckt sie sich in Felsspalten, unter überhängenden Steinen oder im Dickicht von Latschenkiefern.
Außerhalb der Brutzeit streift die Alpenbraunelle in bescheidenem Ausmaß umher; der Zug beschränkt sich auf das Ausweichen in tiefere Lagen.

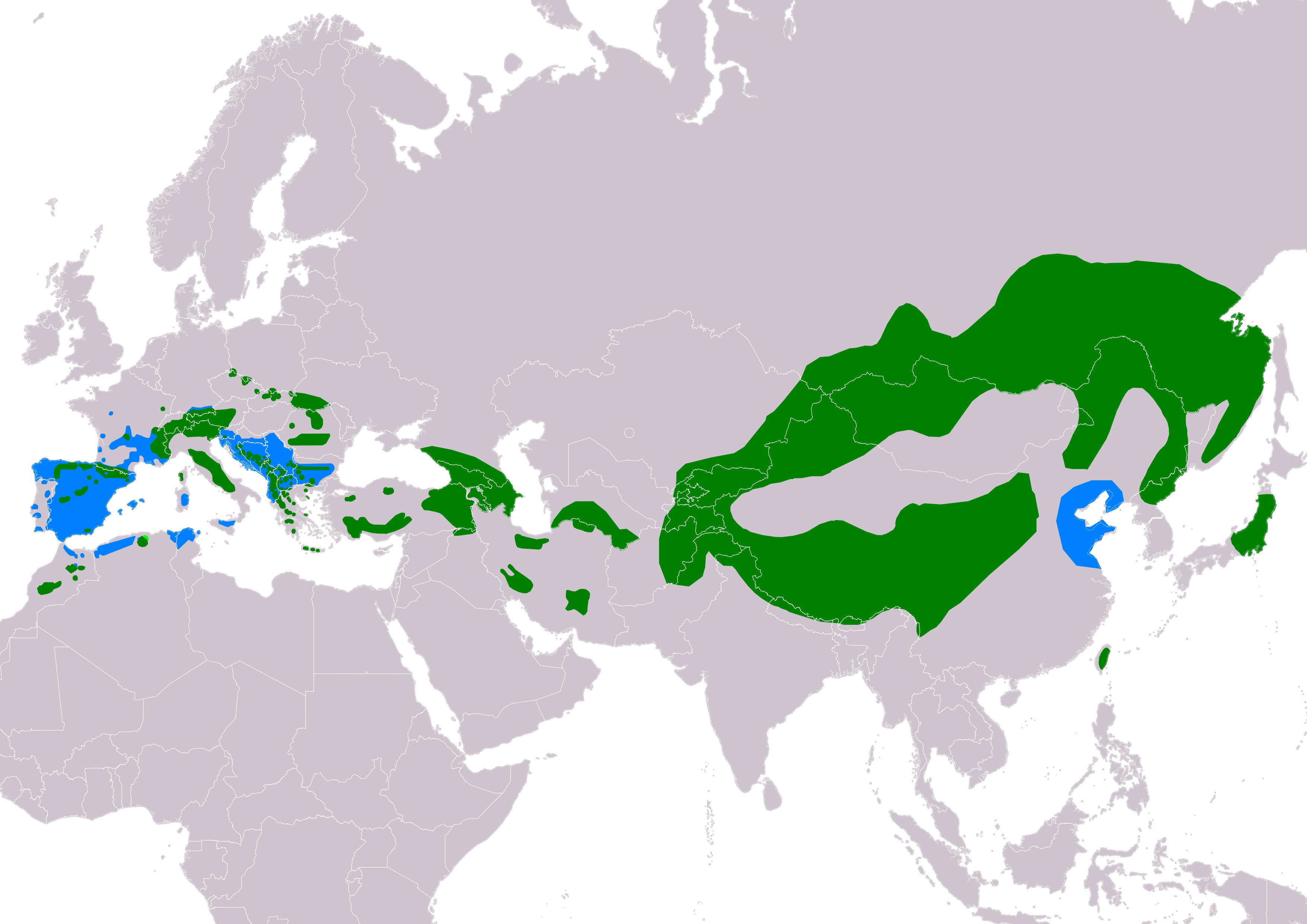
Verbreitung der Alpenbraunelle:
Brutgebiete
Ganzjähriges Vorkommen
ÜberwinterungsgebieteZusammengestellt von BirdLife International and Handbook of the Birds of the World (2016) 2006.

## Ernährung

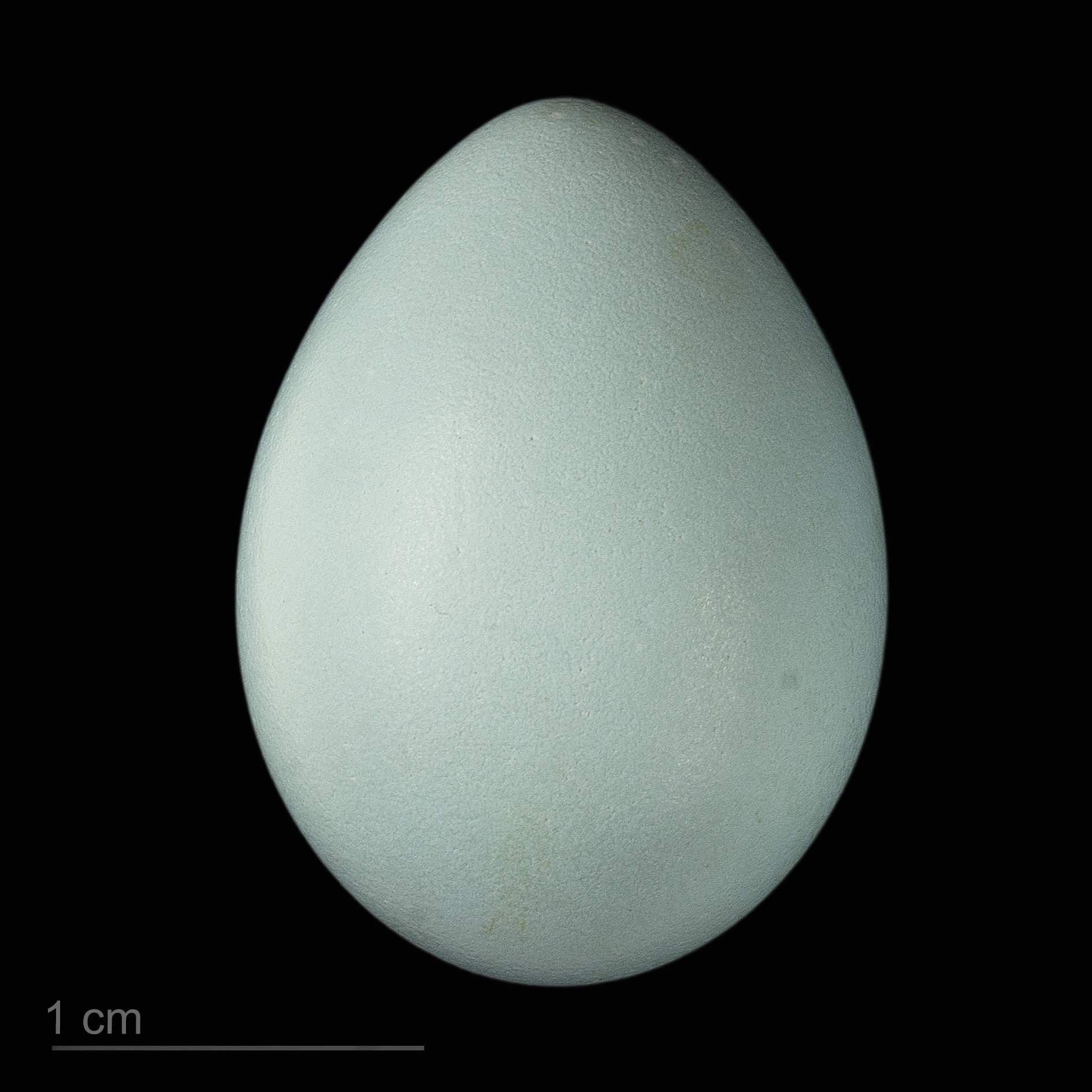
Prunella collaris collaris, Sammlung Museum von Toulouse

Alpenbraunellen ernähren sich von Insekten, Würmern, Spinnen, Schnecken und allerlei Pflanzensamen und bearbeiten zuweilen Pferdeäpfel. Im Winter suchen sie Futterstellen und Abfallplätze bei Hütten und Berghotels auf.

## Stimme
Der Gesang besteht aus zwitschernden und trillernden Tonelementen und erinnert an den der Feldlerche, wobei die Folgen nicht annähernd so ausdauernd sind. Singende Alpenbraunellen sitzen auf dem Boden oder steigen zu einem kurzen Balzflug in die Luft. Die Ruflaute sind für gewöhnlich ein rollendes „trrli“ und „trrüi“.

## Nest und Brutpflege
Die Alpenbraunelle brütet auf felsigen, schwach bewachsenen Hängen im Hochgebirge oberhalb der Baumgrenze. Das Nest, ein zierlicher, nicht sehr fest gefügter Napf aus Stängeln und Wurzeln, ist mit Moos, Flechten und manchmal auch mit Federn und Haaren ausgekleidet. Die Nestmulde ist außerdem häufig mit den roten Sporenträgern der Moose ausgekleidet. Es befindet sich in einer Bodensenke oder in einem Felsenspalt und kann durch einen Busch oder Baum geschützt sein. Die Brutperiode beginnt Ende Mai, wobei zwei Jahresbruten mit jeweils 13–15 Tagen Dauer möglich sind. Sowohl Männchen als auch Weibchen beteiligen sich an der Brut.
Das Gelege besteht aus 4–6 spindelförmigen, einfarbig hellblauen, glatt-glänzenden Eiern der durchschnittlichen Größe 23,2 × 16,6 mm.
Die Nestlinge sind spärlich mit dunkelgrauen, langen Daunen befiedert, welche sich nur an Kopf, Rücken und Schenkeln befinden. Im aufgesperrten Rachen sind zwei ovale, schwarze Punkte an der Zungenbasis erkennbar. Die Randwülste sind weiß. Die Jungvögel werden von beiden Elternvögeln betreut und verlassen das Nest nach etwa 16 Tagen, noch vor dem Flüggewerden.

## Unterarten
Bisher sind neun Unterarten bekannt:
- Prunella collaris collaris (Scopoli, 1769) kommt im Südwesten Europas von Slowenien über die Karpaten bis in den Nordwesten Afrikas vor.
- Prunella collaris subalpina (Brehm, CL, 1831) ist von Kroatien  bis Bulgarien und Griechenland, Kreta und den Südwesten der Türkei verbreitet.
- Prunella collaris montana (Hablizl, 1783) ist im nördlichen und östlichen Teil der Türkei bis in den Kaukasus und den Iran verbreitet.
- Prunella collaris rufilata (Severtsov, 1879) kommt im Nordosten Afghanistans und dem Norden Pakistans über die Berge Zentralasiens und Westchina vor
- Prunella collaris whymperi (Baker, ECS, 1915) ist im westlichenw Himalaya verbreitet.
- Prunella collaris nipalensis (Blyth, 1843) kommt im zentralen und östlichen Himalaya über das südliche zentrale China und das nördliche Myanmar vor.
- Prunella collaris tibetana (Bianchi, 1905) ist im Osten Tibets verbreitet.
- Prunella collaris erythropygia (Swinhoe, 1870) kommt im Osten Kasachstans und dem süglichen zentralen Sibirien bis ins nordöstliche Sibirien, Japan, Korea und nordöstliche China vor.
- Prunella collaris fennelli Deignan, 1964 ist auf Taiwan verbreitet.